# Jack O'Callahan
John J. (Jack) O'Callahan (Charlestown, 24 juli 1957) is een Amerikaans ijshockeyer. 
Tijdens de Olympische Winterspelen 1980 in eigen land won O'Callahan samen met zijn ploeggenoten de gouden medaille. 
In 1982 tekende O'Callahan voor de NHLclub Chicago Black Hawks. O'Callahan speelde in de NHL tot 1989.